# Cupra Raval
El Cupra Raval és un futur automòbil elèctric que serà produït pel fabricant SEAT sota la marca Cupra. Es va presentar per primera vegada com a vehicle conceptual Cupra Urban Rebel el primer de setembre de 2021 al Saló Internacional de l'Automòbil d'Alemanya. El maig de 2023, Cupra va anunciar que el nom de producció del concepte Urban Rebel seria Cupra Raval. Dissenyat i desenvolupat a Barcelona, el Cupra Raval es posarà en marxa el 2025. La producció és prevista a Martorell.